# Château de Pyynikki
Le château de Pyynikki (finnois : Pyynikinlinna) est un bâtiment construit dans le quartier de Pyynikinrinne à Tampere en Finlande.

## Architecture
Le palais est conçu par Jarl Eklund pour loger Uno Hagberg.
Il a été longtemps la propriété de Emil Aaltonen.
Depuis 1984, il abrite le musée Emil Aaltonen.